# Jimmy Walthour, Jr.
Jimmy Walthour, Jr. (* 3. Januar 1910 in New York City; † 29. Januar 1981 in Waukegan) war ein US-amerikanischer Radrennfahrer.
Jimmy Walthour jr. stammte aus einer Radsport-Familie. Sein Vater Jimmy Walthour sr. und sein Onkel Robert („Bobby“) Walthour sr. waren eineiige Zwillinge. Während Jimmy Kunstradfahrer wurde und mit seiner Frau in Varietés auftrat, wurde Bobby Walthour einer der erfolgreichsten Bahnradsportler vor dem Ersten Weltkrieg und zweifacher Steherweltmeister.
Jimmy Walthour jr. wandelte auf den Spuren seines Onkels und entschied sich für den Bahnradsport. Ende der 1920er und in den 1930er Jahren startete er bei insgesamt 89 Sechstagerennen in Nordamerika und Europa, von denen er 14 gewann, die meisten gemeinsam mit Albert Crossley. Für sein erstes Profi-Engagement im Jahre 1928 verzichtete er auf die Teilnahme an den Olympischen Spielen in Amsterdam. Auch sein Cousin Robert Walthour, Jr., Sohn von Bobby Walthour sr., war ein erfolgreicher Sechstagefahrer.
2008 wurde Jimmy Walthour in die United States Bicycling Hall of Fame aufgenommen.